# Trieenia laxiflora
Trieenia laxiflora är en flenörtsväxtart som beskrevs av O.M. Hilliard. Trieenia laxiflora ingår i släktet Trieenia och familjen flenörtsväxter. Inga underarter finns listade i Catalogue of Life.